# Пармитано, Лука Сальво
Лу́ка Са́льво Пармита́но (итал. Luca Salvo Parmitano; род. 27 сентября 1976, Патерно, Италия) — итальянский астронавт Европейского космического агентства. Лётчик-испытатель, полковник ВВС Италии. Шестой астронавт Италии и 532-й астронавт мира.
Первый космический полёт совершил на транспортном пилотируемом корабле (ТПК) «Союз ТМА-09М» в мае-ноябре 2013 года к Международной космической станции. Участник основных космических экспедиций МКС-36/МКС-37. Продолжительность полёта составила 166 суток 6 часов 17 минут. Совершил два выхода в открытый космос общей продолжительностью 7 часов 39 минут. Первый итальянский астронавт, осуществивший выход в открытый космос 9 июля 2013 года.
20 июля 2019 года в качестве бортинженера экипажа ТПК «Союз МС-13» стартовал с космодрома Байконур к МКС. Продолжает космический полёт на МКС в качестве бортинженера по программе МКС-59 и командира МКС в космической экспедиции МКС-60.

## Ранние годы
Лука Пармитано родился в семье учителей 27 сентября 1976 года в городе Патерно, в провинции Катания на острове Сицилия. В 1995 году окончил научно-технический лицей имени Галилео Галилея в городе Катания и поступил в Неаполитанский университет имени Фридриха II. В 1999 году получил степень бакалавра в области политологии.

## Военная служба
В 2000 году окончил Итальянскую военно-воздушную академию в городе Поццуоли. В 2001 году прошёл базовую лётную подготовку пилота реактивных самолётов стран НАТО на базе ВВС США «Шеппард» в Техасе. С 2001 был пилотом лёгкого тактического турбореактивного штурмовика AMX в 13-й эскадрилье 32-го авиакрыла в городе Амендоле (Италия). Получил квалификацию боевого пилота и специалиста по дневной и ночной дозаправки самолёта в воздухе, был назначен командиром авиазвена, а затем командиром специализированной аэромобильной группы. В 2002 году прошёл курс лётной подготовки в контингенте ВВС США в Европе на авиабазе Сембах в Германии. В 2003 году на авиабазе Пратика ди Маре под Римом получил квалификацию офицера по ведению радиоэлектронной борьбы. В 2005 году завершил программу подготовки по тактическому командованию на базе Флоренс в Бельгии.
11 мая 2005 года в самолёт AMX, который капитан Лука Пармитано пилотировал над Ла-Маншем, врезалась большая птица (впоследствии идентифицированная как аист). От удара был сильно разрушен корпус самолёта. Пармитано, в условиях плохой видимости, неисправной радиосвязи и нарушении аэронавигации, удалось вернуть самолёт на землю, отказавшись от катапультирования. 25 января 2007 года лётчик был награждён за проявленное мужество президентом Италии Джорджо Наполитано серебряной медалью «За доблестную службу в авиации».
В 2007 году был отобран итальянскими ВВС в качестве лётчика-испытателя. Обучение прошёл во Французской школе лётчиков-испытателей в г. Истр, Франция. Имеет налёт свыше 2000 часов на более чем 40 типах воздушных судов. Освоил более 20 типов военных самолётов и вертолётов. В июле 2009 года Лука Пармитано получил степень магистра в области проектирования испытательной техники для экспериментальных полётов в Высшем институте аэронавтики и исследования космического пространства в г. Тулузе, Франция.
В 2019 году произведён в полковники ВВС Италии.

## Космическая подготовка
20 мая 2009 года Лука Пармитано был отобран в отряд астронавтов Европейского космического агентства (ЕКА) во время четвёртого набора. Прошёл полный курс общекосмической подготовки и 22 ноября 2010 года в Европейском центре по подготовке астронавтов в Кёльне (Германия), получил сертификат астронавта ЕКА. Осенью 2010 года прошёл стажировку в Космическом центре имени Линдона Джонсона в США.
В январе 2011 года приступил к прохождению подготовки в Центре подготовки космонавтов имени Ю. А. Гагарина в составе дублирующего экипажа космических экспедиций МКС-34/35 в качестве бортинженера пилотируемого корабля «Союз ТМА-М» и бортинженера Международной космической станции. В августе 2011 года в составе условного экипажа принимал участие в «морских» тренировках в учебном центре МЧС под Ногинском. В ноябре 2012 года прошёл предполётные экзаменационные тренировки на российском сегменте МКС и на тренажёре корабля «Союза ТМА».
29 ноября 2012 года вместе с космонавтом Фёдором Юрчихиным и астронавтом Карен Найберг Лука Пармитано был утверждён в качестве бортинженера дублирующего экипажа корабля «Союз ТМА-07М». 19 декабря 2012 года во время старта с космодрома Байконур корабля «Союз ТМА-07М» был дублёром бортинженера.
С декабря 2012 года готовился к космическому полёту в составе основного экипажа МКС-36/37 в качестве бортинженера корабля «Союз ТМА-М» и МКС. 27 мая 2013 года решением государственной комиссии утверждён бортинженером основного экипажа транспортного пилотируемого корабля «Союз ТМА-09М».

## Первый полёт
29 мая 2013 года в 0:31 мск Лука Пармитано стартовал вместе с космонавтом Фёдором Юрчихиным (командир экипажа) и астронавтом Карен Найберг с космодрома Байконур в качестве бортинженера экипажа космического корабля «Союз ТМА-09М» и бортинженера экипажа Международной космической станции по программе МКС-36/37 основных космических экспедиций. Полёт проходил по четырёхвитковой схеме сближения с МКС. В 05:10 30 мая корабль пристыковался к малому исследовательскому модулю «Рассвет» российского сегмента МКС.
9 июля 2013 года Лука Пармитано совместно с астронавтом НАСА Кристофером Кэссиди совершил выход в открытый космос. Астронавты провели ремонтно-восстановительные работы блока приёмопередатчика Борт-Земля на внешней поверхности МКС, заменили беспроводное поворотное видеооборудование и проложили силовые кабели электропитания для российского многоцелевого лабораторного модуля «Наука». Выход в открытый космос продолжался 6 часов 7 минут. Пармитано стал первым итальянским астронавтом вышедшим в открытый космос.
16 июля 2013 года во время второго выхода в открытый космос астронавтов Л. Пармитано и К. Кэссиди для проведения работ по развёртыванию вокруг МКС локальной кабельной сети, произошла аварийная ситуация. Через час после начала работ в скафандр Пармитано стала поступать вода, причём большая её часть оказалась в шлеме, что вызвало у астронавта трудности со зрением и с дыханием. НАСА приказало обоим астронавтам прервать запланированный шестичасовой выход в космос и вернуться на станцию. Продолжительность выхода в открытый космос составила 1 час 32 минуты.
1 ноября Пармитано принял участие в 20-минутном полёте на корабле «Союз ТМА-09М» в ходе его перестыковки от модуля «Рассвет» к модулю «Звезда».
11 ноября 2013 года в 6:49 мск спускаемый аппарат пилотируемого корабля «Союз ТМА-09М» с экипажем и олимпийским факелом на борту благополучно приземлился в Казахстане недалеко от города Джезказган.
Во время полёта Пармитано пробыл в космосе более 166 суток и провёл около 200 экспериментов в невесомости. Стал шестым астронавтом Италии и 532-м астронавтом мира.

## Подготовка ко второму полёту
В 2015 году принял участие в миссии НАСА по операциям в экстремальной окружающей среде (NEEMO 20) в качестве командира международного экипажа. В мае 2017 года приступил к подготовке в Центре подготовки космонавтов имени Ю. А. Гагарина, изучал конструкцию и системы ТПК «Союз МС».
В июне 2017 года в составе условного экипажа прошёл тренировки по действиям после посадки космического корабля на водную поверхность. 30 ноября 2017 года был утверждён в качестве бортинженера-1 дублирующего экипажа корабля «Союз МС-11». В феврале 2018 года участвовал в тренировках по действиям экипажа после посадки в лесисто-болотистой местности зимой. 3 декабря 2018 года во время старта ТПК «Союз МС-11» был дублёром бортинженера корабля. С декабря того же года проходил подготовку в составе основного экипажа МКС-60/61 в качестве бортинженера пилотируемого корабля «Союз МС-13», бортинженера МКС-60 и командира МКС-61.
13 марта 2019 года Лука Пармитано был утверждён в качестве бортинженера дублирующего экипажа ТПК «Союз МС-12» вместе с космонавтом Александром Скворцовым и астронавтом Эндрю Морганом. 14 марта 2019 года во время старта корабля находился на космодроме Байконур.
19 июля 2019 года Государственная комиссия по проведению лётных испытаний пилотируемых космических комплексов утвердила состав основного экипажа ТПК «Союз МС-13», в который вошли: космонавт Александр Скворцов (командир), астронавты Лука Пармитано (бортинженер-1) и Эндрю Морган (бортинженер-2).

## Второй полёт
20 июля 2019 года в 19:28:21 мск Лука Пармитано стартовал вместе с космонавтом Александром Скворцовым (командир экипажа) и астронавтом Эндрю Морганом с «Гагаринского старта» космодрома Байконур в качестве бортинженера экипажа космического корабля «Союз МС-13» и бортинженера экипажа Международной космической станции по программе МКС-60/61 и МКС-62 основных космических экспедиций, позывной экипажа — «Утёсы». Сближение корабля «Союз МС-13» с космической станцией и причаливание к стыковочному узлу служебного модуля «Звезда» проходило в автоматическом режиме по четырёхвитковой схеме. Стыковка корабля с МКС состоялась 21 июля 2019 года в 01:48 мск.
26 августа Лука Пармитано вместе с космонавтом Александром Скворцовым и астронавтом Эндрю Морган перестыковали ТПК «Союз МС-13». Корабль отчалил от стыковочного узла «Звезда» и причалил к стыковочному узлу «Поиск». Все операция проводились вручную космонавтом А. Скворцовым. После перестыковки космонавты вернулись на борт МКС.
15 ноября Лука Пармитано вместе с астронавтом Эндрю Морганом вышли в открытый космос для запланированного ремонта магнитного альфа-спектрометра (AMS) на внешней стороне МКС. Астронавты сняли защитный щит инструмента, чтобы обеспечить доступ к его составляющим. Продолжительность выхода в открытый космос составила 6 часов 39 минут.
В дальнейшем НАСА планирует ещё три выхода астронавтов для продолжения ремонта.
22 ноября Лука Пармитано вместе с астронавтом Эндрю Морганом вышли в открытый космос для продолжения запланированного ремонта AMS. Астронавты частично демонтировали систему охлаждения прибора, подготовили силовой кабель и установили механическое крепление перед установкой новой системы. Продолжительность выхода в открытый космос составила 6 часов 33 минуты2 декабря 2019 года астронавты Э. Морган и Л. Пармитано продолжили работы в открытом космосе по ремонту магнитного альфа-спектрометра: подключили новую систему циркуляции сжиженного углекислого газа и установили теплозащитный экран на сторону спектрометра, которая обращена к Земле.
6 февраля 2020 года ТПК «Союз МС-13» вернулся на землю вместе с Александром Скворцовым, итальянцем Лука Пармитано и американкой Кристиной Кук. В 05:50 UTC корабль отстыковался от МКС, в 08:18 UTC двигательная установка корабля включилась на торможение. Посадка произошла в 09:13 UTC в районе казахстанского города Жезказгана.
Статистика
| # | Стартовый корабль | Старт, UTC        | Экспедиция              | Корабль посадки | Посадка, UTC      | Налёт                        | Выходы в открытый космос | Время в открытом космосе |
| - | ----------------- | ----------------- | ----------------------- | --------------- | ----------------- | ---------------------------- | ------------------------ | ------------------------ |
| 1 | Союз ТМА-09М      | 28.05.2013, 20:31 | Союз ТМА-09М, МКС-36/37 | Союз ТМА-09М    | 11.11.2013, 02:49 | 166 суток 06 часов 17 минут  | 2                        | 07 часов 39 минут        |
| 2 | Союз МС-13        | 20.07.2019, 16:28 | Союз МС-13, МКС-60/61   | Союз МС-13      | 06.02.2020, 09:13 | 200 суток 16 часов 44 минуты | 4                        | 25 часов 30 минут        |
|   |                   |                   |                         |                 |                   | 366 суток 23 часа 01 минута  | 6                        | 33 часа 09 минут         |

## Награды
- Орден «За заслуги перед Итальянской Республикой» (командор, Италия)[26];
- Серебряная медаль «За доблестную службу в авиации» (2007, Италия)[6].
- Серебряный крест за выслугу лет (16 лет выслуги, Италия)[26];
- Медаль за долголетнюю службу в военной авиации (15 лет, Италия)[26];
- медаль «За космический полёт» (НАСА)[26];
- медаль «За выдающуюся службу» (НАСА)[26].

В 2017 году в его честь назван астероид 37627 — Лука Пармитано.

## Семья, увлечения
Лука Пармитано женат на Кэтрин Диллоу, в семье двое детей: Сара (2007 г.р.) и Майя
Увлекается подводным плаванием с аквалангом, сноубордингом, альпинизмом, парашютизмом и парапланеризмом, любит читать книги и слушать музыку. Радиолюбитель с позывным KF5KDP.

## Публикации
Лука Пармитано написал две книги после своего первого полёта в космос:
- Luca Parmitano. Volare. 166 giorni con @astro_luca. — Rai Eri, 2014. — ISBN 978-8839716415.
- Luca Parmitano. Volare. Lo spazio e altre sfide. — Rai Eri, 2017. — ISBN 9788839717252.